# Черносвитов, Александр Михайлович
Алекса́ндр Миха́йлович Черносви́тов (8 [20] февраля 1857, Пошехонье, Ярославская губерния — 24 июля 1919, Ярославская губерния) — русский общественный деятель и политик, член IV Государственной думы от Ярославской губернии.

## Биография
Православный, из потомственных дворян Ярославской губернии. Землевладелец той же губернии.
Окончил Александровский лицей IX классом (1878), служил в Министерстве финансов по департаменту торговли и мануфактур.
В 1880 году вышел в отставку в чине коллежского асессора и поселился в своем имении. Занимался общественной деятельностью: состоял участковым мировым судьей (1880—1882), избирался почетным мировым судьей по Пошехонскому уезду (1886—1892) и председателем уездного мирового съезда, пошехонским уездным предводителем дворянства (1890—1896, 1912—1917), председателем Пошехонской уездной земской управы (1890—1896).
В 1912 году был избран членом IV Государственной думы от Ярославской губернии 1-м и 2-м съездами городских избирателей. Входил во фракцию «Союза 17 октября», после её раскола — фракцию земцев-октябристов. В 1915 году вошел в Прогрессивный блок. Состоял докладчиком комиссии по судебным реформам, а также членом комиссий: по судебным реформам, о печати, об обязательственном праве, о вотчинном уставе.
С началом Первой мировой войны, как уездный предводитель дворянства, руководил мобилизацией в Пошехонском уезде, а в 1915 году стал председателем Пошехонского уездного комитета Красного Креста. Из-за загруженности на должности предводителя дворянства пропускал думские заседания. 19 ноября 1916 года заявил о сложении депутатских полномочий из-за невозможности принять участие в открывшейся сессии. 7 марта, после Февральской революции, послал приветственную телеграмму председателю Государственной думы Родзянке.
9 июля 1919 года был арестован, 24 июля — приговорен Ярославской ГубЧК к высшей мере наказания и расстрелян. Реабилитирован в 1993 году.

## Семья
Был женат.